# Le Pontarcher
Le Pontarcher est un quartier situé à Vesoul, dans la Haute-Saône.

## Toponymie
Au XIIe siècle, il y avait à proximité de la zone un moulin à côté d'un pont avec des arches, Pont et Arche a donné Pontarcher. En 1271, le prieur Saint-Nicolas de l'église de Marteroy achète au bourgeois de Vesoul, Varin, le sixième du Moulin du Pontarcher.

## Éducation
- Collège Jacques Brel
- Lycée professionnel tertiaire Pontarcher

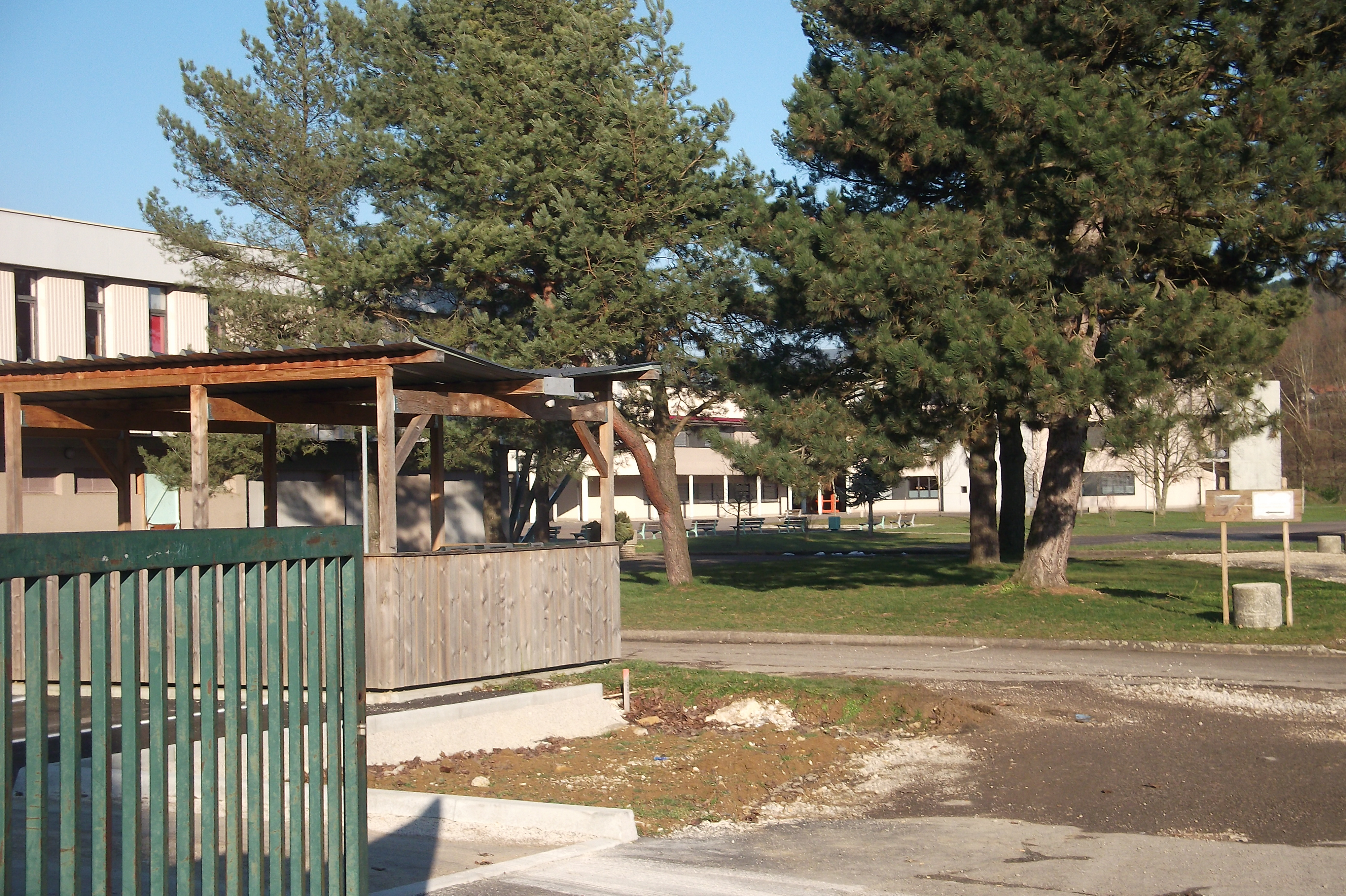
Le lycée Pontarcher

## Complexe sportif du Pontarcher
Le secteur dispose d'un complexe sportif situé à côté de la place Jacques Brel.
Le complexe contient :
- un boulodrome
- une piscine
- une salle de musculation
- un terrain de rugby
- un terrain de football stabilisé
- un gymnase pour pratique du futsal, de la lutte olympique …

## Patrimoine

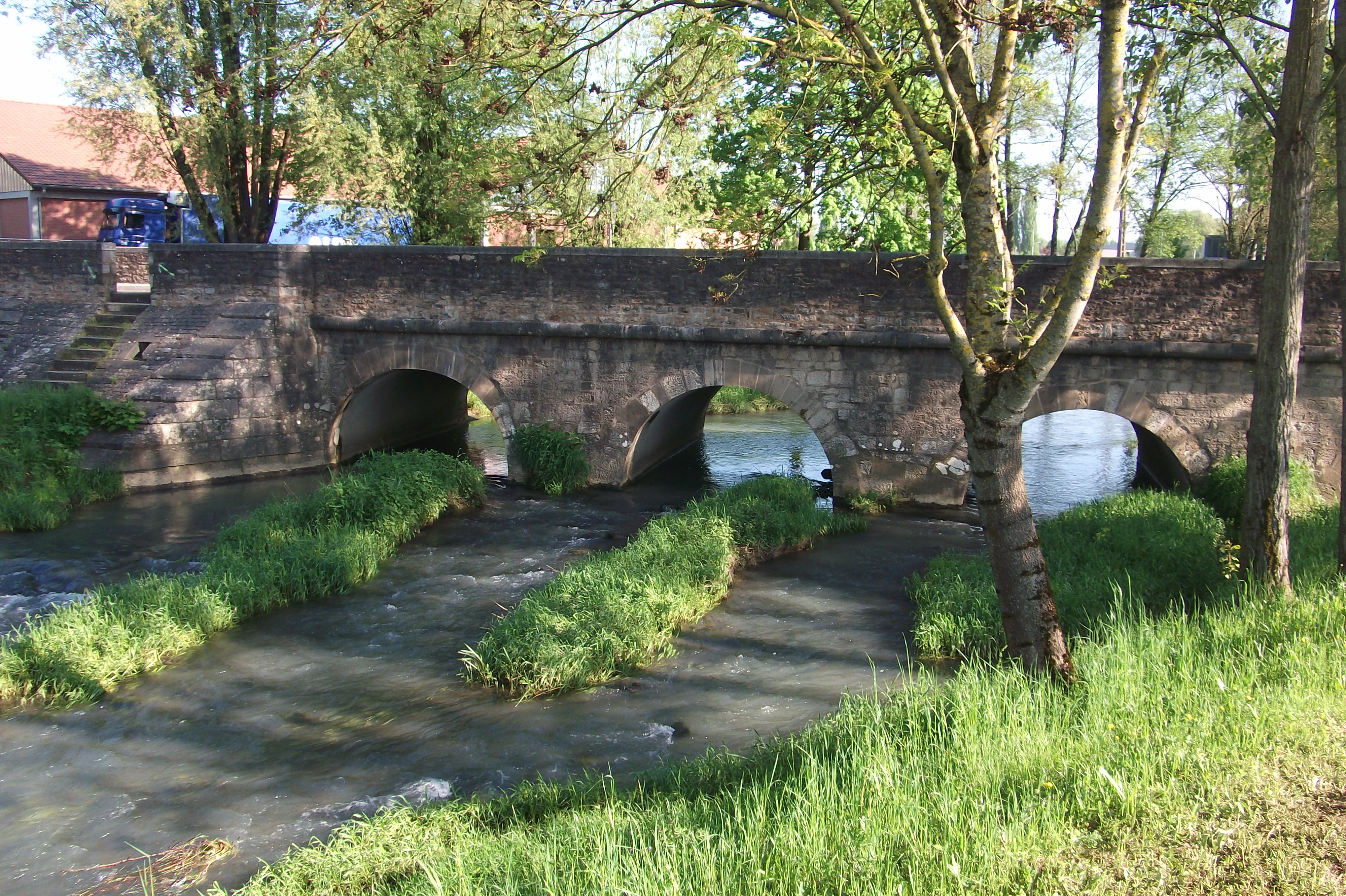
Le pont du Pontarcher

Le secteur possède un original pont du XVIIIe siècle appelé le pont de Pontarcher, situé à la sortie ouest de Vesoul. C'est le vestige de la route royale, impériale, nationale de Paris-Bâle.